# Lovebug
«Lovebug» es el segundo sencillo del grupo pop estadounidense Jonas Brothers, desprendido de su álbum A Little Bit Longer.

## Vídeo musical
El video se estrenó el 19 de octubre de 2008 en Disney Channel a las 8:55 p. m., durante los episodios de Hannah Montana y Los Hechiceros de Waverly Place. Dirigido por Philip Andelman, muestra el amor entre dos jóvenes ambientada en los años 30. Kevin Jonas afirmó haberse inspirado gracias a la película The Notebook. 
El video musical empieza con dos niñas que encuentran un antiguo álbum de fotos. Cuando empiezan a revisarlo, el video empieza en un Barco donde se le ve a Nick Jonas cantando y repartiendo Palomitas de maíz a sus invitados. Seguidamente, aparece Joe Jonas tomando una fotografía con una vieja cámara. Llegando la noche, se vuelve a la escena de las dos niñas viendo el álbum; cuando cambia de escena. Luego, se entiende que estos han comprado una casa nueva. Cuando la muchacha, interpretada por Camilla Belle, le enseña a su enamorado, interpretado por Josh Boswell su vestido, este esconde una nota en la que se le ha avisado sobre su compromiso con la Marina. Cuando la muchacha sigue dando vueltas, la escena cambia a un pequeño concierto de los Jonas Brothers. En las escenas finales, empiezan a caer pétalos con diferentes escenas, en las cuales se aprecian cuando los jóvenes se despiden para que su enamorado se vaya a la Marina, y cuando dan emergencia en el barco donde esta Nathan, el joven. Concluyendo, el álbum se cierra.

## Lista de la canción

### Promo CD
1. "Lovebug" (Party) - 3:40
2. "Lovebug" (No Party) - 3:26

### Canción UK CD1
1. "Lovebug" (Single version, No Party) - 3:26
2. "Hello Goodbye" (The Beatles cover) - 2:10

### UK/Europe CD2
1. "Lovebug" (Single version, No Party)
2. "BB Good" (En vivo en UK)
3. "Burnin' Up" (En vivo en UK)
4. "Lovebug" (En vivo, UK video)

### Canción UK DVD
1. "Lovebug" (Single version, No Party audio)
2. "Lovebug" (Video musical)
3. "Burnin' Up (En vivo en UK video)
4. "Behind the Scenes UK Tour" (video)

## Posicionamiento
| Listas (2008)                | Posición |
| ---------------------------- | -------- |
| Australia ARIA Singles Chart | 94       |
| Canadá Hot 100               | 45       |
| Chile Singles Chart          | 28       |
| México Top 100               | 29       |
| 10+ pedidos MTv Norte        | 1(x9)    |
| 10+ pedidos MTv Sur          | 1(x5)    |
| 10+ pedidos MTv Centro       | 2        |
| UK Singles Chart             | 92       |
| U.S. Billboard Hot 100       | 49       |
| U.S. Billboard Pop 100       | 37       |